# Jussi Pikkjärv
Jussi Pikkjärv (est. Pikkjärv (Jussi Pikkjärv)) – jezioro w gminie Kuusalu, w prowincji Harjumaa, w Estonii. Położone jest 5 km na południe od wsi Kemba. Ma powierzchnię 6,2 hektara, linię brzegową o długości 1321 m, długość 500 m i szerokość 200 m. Jest otoczone lasem. Należy do pojezierza Jussi (est. Jussi järved). Sąsiaduje z jeziorami Jussi Suurjärv, Jussi Mustjärv, Jussi Kõverjärv, Jussi Väinjärv i Jussi Linajärv. Położone jest na terenie rezerwatu przyrody Põhja-Kõrvemaa (est. Põhja-Kõrvemaa looduskaitseala).